# Jessica Straus
Jessica Straus (Los Angeles, 14 novembre 1962) è una doppiatrice statunitense.
Ha doppiato diversi personaggi dei videogiochi, in particolare Juri Han della serie Street Fighter.